# 莱茵兰地区施托尔贝格
莱茵兰地区施托尔贝格（德語：Stolberg (Rheinland)），通称施托尔贝格（德語：Stolberg，發音：[ˈʃtɔlbɛʁk] ⓘ），是德国北莱茵-威斯特法伦州科隆行政区亚琛城市区的城市，面积98.48平方千米，2023年12月31日人口为56,584人。